# Maurice Zeller
Pour les articles homonymes, voir Zeller.
Louis Marie Maurice Zeller est un militaire et collaborateur français né à Menton dans les Alpes-Maritimes le 1er janvier 1895 et mort fusillé à Rennes le 17 juillet 1946. Collaborateur ayant rejoint volontairement l'Abwehr en 1943, il est responsable de la capture, de la torture et de la mort de nombreux maquisards.

## Biographie
Fils et petit-fils d'officiers, il entre dans la marine à l’école navale de Brest en 1913 après l’obtention de son baccalauréat.
Pendant la Première Guerre mondiale, il participe aux opérations en Méditerranée comme officier de marine. En 1925, il est traduit devant le conseil  de  discipline et est rayé des cadres d’active pour une affaire de consommation d'opium.
Après avoir été représentant de commerce, il devient à la fin des années 1930 journaliste sportif à la radio. En 1935, il adhère aux Croix de Feu puis milite au Parti social français du colonel de La Rocque de 1936 à 1939.  
Au début de la Seconde Guerre mondiale, il essaie de se réengager dans l’armée mais sa demande est refusée en raison de son dossier. Il s’engage alors dans la Croix-Rouge et participe à la bataille de France. Fait prisonnier par les Allemands, il est libéré en tant que civil.
En août 1941, il s'engage dans la LVF. Par sympathie pour Jacques Doriot, qu'il rencontre à l’entraînement en Pologne, il adhère au PPF. Déclaré inapte au service à la suite de nombreux ennuis de santé, il est dégagé de toutes obligations militaires en 1942. Jacques Doriot le nomme délégué départemental de la LVF pour les Côtes-du-Nord (Côtes-d’Armor aujourd'hui). Peu efficace au recrutement et en mauvais terme avec la direction de Paris, il est démis de ses fonctions.
Il rencontre le Hauptmann Maschke, officier chargé des relations entre les autorités françaises et allemandes à la Feldkommandantur de Saint-Brieuc et celui-ci le met en contact en février 1943 avec le Sicherheitsdienst (SD) de Saint-Brieuc qui lui propose de faire du renseignement. Lors de sa première mission, il signale au SD des réfractaires au Service du travail obligatoire. En mars 1943, il dénonce Paul Hutin-Desgrées, directeur avant l’occupation du quotidien L'Ouest-Éclair, pour « propagande gaulliste ». Celui-ci est arrêté le 21 mai 1943 et transféré à la prison Jacques-Cartier de Rennes.
Désormais au service de l'Abwehr, il est envoyé début juillet 1944 à Pontivy puis à Josselin en compagnie d’autres collaborateurs tels que Alfred Gross et François Munoz. Leur unité portant désormais le nom de FAT 354 (Front Aufklärungstruppe) est chargée de la traque des maquisards et de responsables de la Résistance, ainsi que de celle du commandant Bourgoin et de ses hommes du 2e RCP/4e SAS, qui ont été parachutés en Bretagne afin d'empêcher le déplacement des troupes allemandes vers la Normandie.
Le 12 juillet 1944, un détachement du SD et du FAT 354 dont fait partie Maurice Zeller surprend au village de Kerihuel, un hameau de Plumelec, un groupe de résistants et de parachutistes dans leur sommeil. Ils sont tous exécutés : sept parachutistes (dont leur chef, le capitaine Pierre Marienne), huit résistants et trois agriculteurs.
En raison de l'avancée des alliés, Zeller quitte Pontivy le 3 août 1944. Lui et les autres membres atteignent Paris le 12 août et Liège le 1er septembre.
Présent à Berlin en février 1945 et à Sigmaringen en mars 1945, il est finalement arrêté le 4 mai à la frontière suisse. Il est jugé et fusillé près de Rennes le 17 juillet 1946.